# 北帕克大學

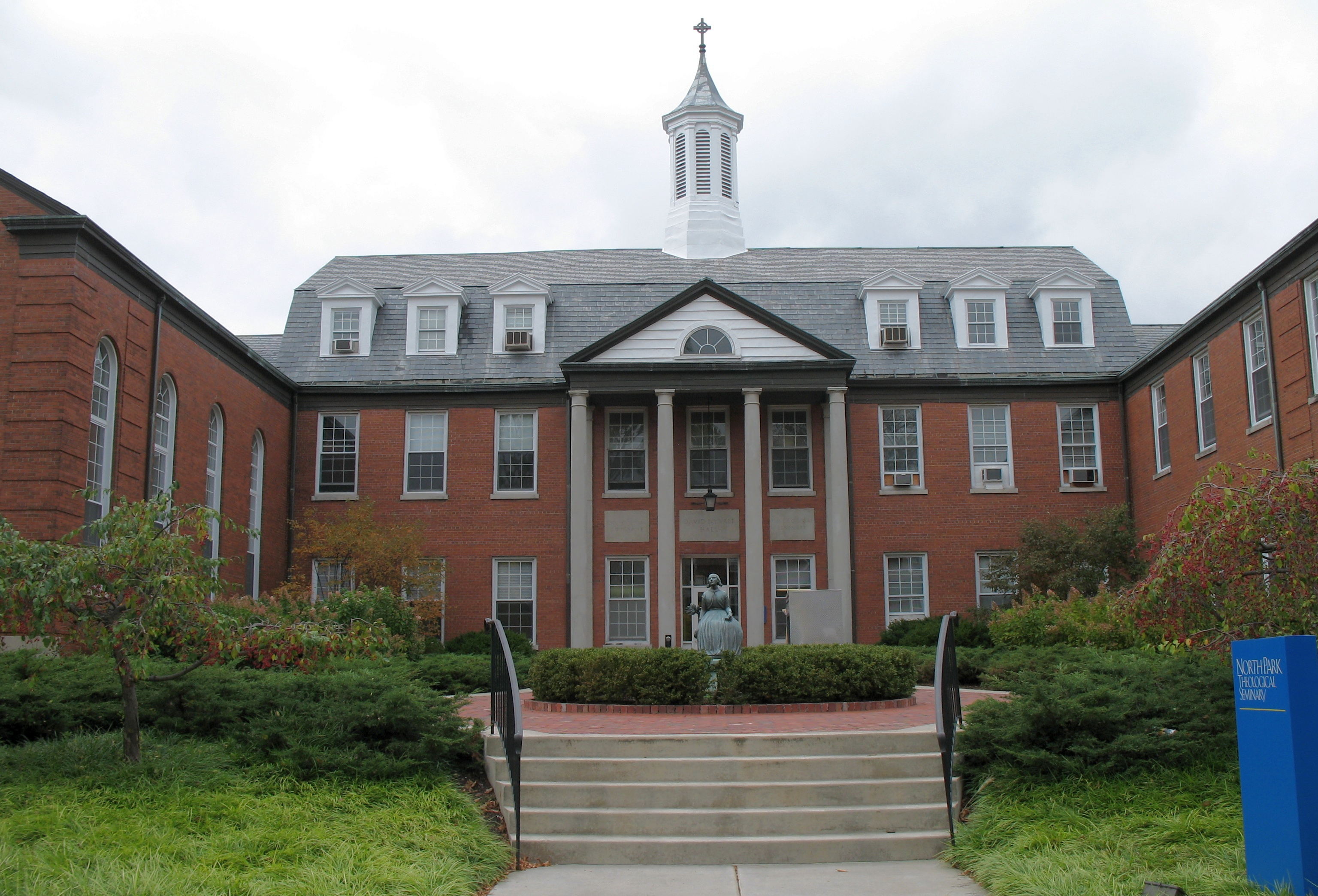
北帕克大學的“Nyvall Hall”

北帕克大學（North Park University），或稱北園大學，是位於美國伊利諾伊州芝加哥北帕克的一所私立大學，由1880年代瑞典移民組成的福音派聖約教會(Evangelical Covenant Church 在華語地區，稱為「行道會」) 在1891年成立。2015年《美國新聞與世界報道》在“中西部大學”排名中將其列在第54位。

## 外部連結
- Official website（页面存档备份，存于）
- Official North Park Press website（页面存档备份，存于）
- Official athletics website（页面存档备份，存于）
- Evangelical Covenant Church（页面存档备份，存于）
- Swedish American Museum Center（页面存档备份，存于）

41°58′31″N 87°42′35″W / 41.9752°N 87.7098°W